# 641
641 је била проста година.

## Догађаји
- 11. фебруар – Цар Ираклије, стар 65 година, умире од водене болести у Цариграду после 31-годишње владавине. Он је реорганизовао царску администрацију, али је изгубио Јерменију, делове Египта, Палестине, Сирије и већи део Месопотамије, које су заузели муслиманских Арапа. Ираклија су наследили његови синови Константин III и Ираклије II.
- Муслиманско освајање Египта се наставља, опсадом Александрије.
- Мај – Константин III, стар 29 година, умире од туберкулозе после четворомесечне владавине, остављајући свог полубрата Ираклија II јединим царем. Прошириле су се гласине да је Константина III отровала Ираклијева друга жена (и нећакиња) Мартина.
- Септембар – Византијски сенат се окреће против Мартине и њеног сина Ираклија II, који су обоје осакаћени и прогнани на острво Родос. Уз подршку генерала Валентина, Константинов син Констанс II, стар 10 година, наслеђује престо.
- Ираклија II успоставља нову цивилно-војну одбрамбену организацију, засновану на географским војним областима. Византијске снаге одржавају границу, дуж линије планине Таурус (Јужна Турска).
- Аега, градоначелник палате и регент (поред краљице мајке Нантхилд) Неустрије и Бургундије, умире за време владавине краља Кловиса II. Замењује га Ерхиноалд, рођак Дагобертове мајке.
- Лангобарди под краљем Ротаријем освајају Ђенову (Лигурију), и све преостале византијске територије у доњој долини Пада, укључујући Одерзо (Опитергијум).
- Арехис, војвода од Беневента (североисточно од Напуља), умире после 50-годишње владавине, а наследио га је његов син Ајулф.
- Принц Освиу од Бернисије осваја Гододин (или "Стари север") све до Манауа (модерна Шкотска), у име свог полубрата, краља Освалда.
- Краљ Бридеј II умире после петогодишње владавине, а наследио га је брат Талорк III на месту владара Пикта.
- 8. новембар – Опсада Александрије: муслимански Арапи под 'Амром ибн ал-'Асом заузели су Александрију након шестомесечне опсаде. Византијски званичници су формално капитулирали пред Амром, предајући град у арапске руке.
- У Египту је основан град Фустат (касније Каиро). Постаје прва престоница Египта под муслиманском влашћу.
- Цар Таизонг из династије Танг (Кина) подстиче грађански рат у западно-турском каганату, подржавајући Исбару Иабгху Кагхан.
- 17. новембар – Јапански цар Јомеи, стар 48 година, умире после 12-годишње владавине.
- Уија постаје последњи краљ корејског краљевства Баекје.